# Amphipoea rufa-flavo
Amphipoea rufa-flavo är en fjärilsart som beskrevs av Heydemann 1931. Amphipoea rufa-flavo ingår i släktet Amphipoea och familjen nattflyn. Inga underarter finns listade i Catalogue of Life.